# 電力デリバティブ
電力デリバティブ（でんりょくデリバティブ、英: power derivative, electricity derivative）とは、電力のデリバティブ。

## 電力先物取引
電力先物取引は最終決済期日に現物（スポット）の電力価格で決まる最終清算数値で差金決済する先物取引である。最終決済期日前に差金決済は可能である。スポット市場は翌日の電力需給を取引対象としているが、先物市場は1ヶ月以上先のより長期の電力需給を取引対象とする。
日本の電力のスポット取引は日本卸電力取引所（JEPX） にて、東京と関西の、日中ロード電力（8～20時）とベースロード電力（24時間）に対してスポット市場が存在する。スポット市場は翌日受け渡しする電気を取引する。
それの先物取引は、以下の市場が存在する。全て円建て取引で、限月は毎月。
- 日本取引所グループの東京商品取引所（TOCOM） - 2019年9月17日開始[4]。立会時間は日本標準時の8:45～15:15と16:30～19:00[5]。最長取引期限は24ヶ月[6]。
- ドイツ取引所グループのEUREX傘下の欧州エネルギー取引所（英語版）（EEX） - 2020年5月18日開始[7]。立会時間は日本標準時の9:00～19:00。最長取引期限は6年。
- CMEグループのニューヨーク・マーカンタイル取引所（NYMEX）[8] - 2021年2月8日開始[9]。立会時間は東部標準時の18:00～翌日17:00。最長取引期限は2年。

2021年1月時点では、出来高では日本の電力先物取引の9割以上のシェアを欧州エネルギー取引所が占めている。

## 電力オプション取引
電力オプション取引は、指定した期日に権利執行価格で電力を売買出来る権利の取引。買い手は権利を行使しなくても良い。
- コールオプションの買い手 - 指定した期日に権利執行価格以上に値上がりしても権利執行価格で購入できる。消費者としてリスク回避できる。
- プットオプションの買い手 - 指定した期日に権利執行価格以下に値下がりしても権利執行価格で売却できる。生産者としてリスク回避できる。

売り手がこれらのリスクを引き受ける。
海外の電力に対しては電力オプション取引の市場が存在するが、2021年2月現在、日本の電力に対してはまだ取引所で扱われていない。

## 参照
1. ↑  先物取引基礎編「先物取引の仕組み」 - 東京商品取引所
2. ↑  取引概要｜JEPX
3. 1 2  “電力先物、日本で激戦　CMEが上場、3市場体制に”. 日本経済新聞. (2021年2月8日)
4. ↑  “電力先物が新規上場、初日は44枚の取引で再安は10.7円/kWh、西エリアは取引なしの結果に”. 新電力ネット. (2019年9月26日)
5. ↑  立会時間と計算区域 | 東京商品取引所
6. ↑  “電力先物”. 日本取引所グループ. 2024年9月17日閲覧。
7. ↑  New: Japanese Power Futures - EEX
8. ↑  Manage exposure to Japan’s leading power markets - CME Group
9. ↑  Frequently Asked Questions: Japanese Power Futures - CME Group
10. ↑  Power Options - EEX
11. ↑  Power Products - CME Group